# Sam Smith-diszkográfia
Sam Smith brit dalszerző-énekes diszkográfiája ezidáig egy nagylemezből, egy középlemezből (EP) és hét kislemezből áll.
2014 májusában adta ki debütáló stúdióalbumát In the Lonely Hour címmel. Ismertségét azonban már 2012-ben megszerezte Disclosure mellett a Latch című dalban, ami az angol slágerlistán a tizenegyedik helyig jutott. Első listavezető pozícióját Naughty Boy La La La című slágerében való közreműködésével szerezte meg. 2013 októberében adta ki első középlemezét Nirvana címmel. Debütáló stúdióalbumának első kislemeze a Lay Me Down lett, melyet a Money on My Mind követett 2014. február 14-én. Utóbbi az első helyet is elérte az Egyesült Királyságban. Harmadik kislemeze a Stay With Me-re esett, amely 2014. április 14-én jelent meg és szintén listavezető pozícióba került hazájában. 2014. augusztus 31-én adta ki negyedik kislemezként az I'm Not the Only One című dalt, azonban csak a harmadik helyet tudta megszerezni vele. 2014. december 5-én kiadta a Like I Can című dalt az album ötödik kislemezeként, és kilencedik helyezést ért el vele az Egyesült Királyságban, ezzel Smith már zsinórban a negyedik Top 10-es dalát könyvelhette el magának önálló előadóként.
2015. február 22-én újra kiadta Lay Me Down című dalát az In the Lonely Hour hatodik kislemezeként, a dal a tizenötödik helyig jutott az Egyesült Királyságban. Szintén februárban Smith összeállt John Legend énekessel, hogy felvegyék együtt a Lay Me Down egy újabb változatát. A kollaboráció újra listavezető pozícióba juttatta Smith-t. Júliusban ismét összeállt Disclosure-ral az Omen című dal felvételében. 2015. szeptember 8-án Smith megerősítette, hogy elkészítette a 24. James Bond-film (Spectre - A Fantom visszatér) betétdalát, ami a Writing's on the Wall címet kapta. A dal 2015. szeptember 25-én jelent meg és a James Bond-betétdalok történetében először az első helyig jutott az Egyesült Királyságban.

## Albumok
= Gyémántlemez
 = Platinalemez
 = Aranylemez
 = Ezüstlemez
Megjegyzés: az ikonok száma megegyezik a minősítések számával, tehát például az "3 × " ábra a háromszoros platinaminősítést jelenti.

### Stúdióalbumok
| Cím                  | Album adatok                                                                                   | Legjobb helyezések | Legjobb helyezések | Legjobb helyezések | Legjobb helyezések | Legjobb helyezések | Legjobb helyezések | Legjobb helyezések | Legjobb helyezések | Legjobb helyezések | Legjobb helyezések | Eladások                                                                 | Minősítések                                                                                 |
| Cím                  | Album adatok                                                                                   | UK                 | AUS                | CAN                | DEN                | GER                | IRE                | NL                 | NZ                 | SWE                | US                 | Eladások                                                                 | Minősítések                                                                                 |
| -------------------- | ---------------------------------------------------------------------------------------------- | ------------------ | ------------------ | ------------------ | ------------------ | ------------------ | ------------------ | ------------------ | ------------------ | ------------------ | ------------------ | ------------------------------------------------------------------------ | ------------------------------------------------------------------------------------------- |
| In the Lonely Hour   | - Megjelenés: 2014. május 26. (UK) - Kiadó: Capitol - Formátumok: CD, LP, digitális letöltés   | 1                  | 1                  | 2                  | 2                  | 17                 | 1                  | 3                  | 1                  | 1                  | 2                  | - Világszerte: 12 000 000 - UK: 2 358 380 - CAN: 157 000 - US: 4 400 000 | - BPI: 7x - ARIA: 5x - BVMI: - IFPI DEN: - IFPI SWE: - MC: 2x - NVPI: - RIAA: 2x - RMNZ: 4x |
| The Thrill of It All | - Megjelenés: 2017. november 3. (UK) - Kiadó: Capitol - Formátumok: CD, LP, digitális letöltés | 1                  | 2                  | 1                  | 1                  | 8                  | 1                  | 1                  | 1                  | 1                  | 1                  | - UK: 83 637 - CAN: 9500 - US: 185 000                                   | - BPI:                                                                                      |

### Középlemezek
| Cím     | Album adatok                                                                               | Legjobb helyezések |
| Cím     | Album adatok                                                                               | US                 |
| ------- | ------------------------------------------------------------------------------------------ | ------------------ |
| Nirvana | - Megjelenés: 2013. október 4. (UK) - Kiadó: Capitol - Formátumok: 12", digitális letöltés | 126                |

## Kislemezek

### Önálló előadóként
| "Lay Me Down"                                               | 2013 | 46 | —  | —  | —  | —  | —  | —  | —  | —  | —  |                                                                              | Nirvana                                       |
| "Money on My Mind"                                          | 2014 | 1  | 51 | —  | 18 | 11 | 4  | 33 | 12 | 18 | —  | - BPI: - BVMI: - IFPI DEN: - IFPI SWE: - NVPI: - RIAA:                       | In the Lonely Hour                            |
| "Stay with Me"                                              | 2014 | 1  | 5  | 1  | 3  | 11 | 1  | 3  | 1  | 4  | 2  | - BPI: - ARIA: - BVMI: - IFPI DEN: - IFPI SWE: - MC: - NVPI: - RIAA: - RMNZ: | In the Lonely Hour                            |
| "I'm Not the Only One"                                      | 2014 | 3  | 11 | 2  | 5  | 39 | 6  | 3  | 3  | 13 | 5  | - BPI: - ARIA: - IFPI SWE: - MC: - NVPI: - RIAA: - RMNZ:                     | In the Lonely Hour                            |
| "Like I Can"                                                | 2014 | 9  | 20 | 53 | 12 | 45 | 11 | 22 | 19 | 25 | 99 | - BPI: - ARIA: - RIAA: - RMNZ:                                               | In the Lonely Hour                            |
| "Have Yourself a Merry Little Christmas"                    | 2014 | 65 | 63 | 66 | —  | —  | 82 | 33 | —  | —  | 90 |                                                                              | Nem került albumra                            |
| "Lay Me Down" (újrakiadás)                                  | 2015 | 15 | 3  | 10 | —  | —  | 14 | 52 | 2  | 68 | 8  | - BPI: - ARIA: - RMNZ: - RIAA:                                               | In the Lonely Hour                            |
| "Lay Me Down" (újrakiadás, közreműködik John Legend)        | 2015 | 1  | —  | —  | —  | —  | 4  | —  | —  | —  | —  | - BPI:                                                                       | In the Lonely Hour (Drowning Shadows Edition) |
| "Writing's on the Wall"                                     | 2015 | 1  | 43 | 43 | —  | 17 | 9  | 32 | —  | 63 | 71 | - BPI:                                                                       | Nem került albumra                            |
| "—" nem szerepelt listán, vagy nem jelent meg az országban. |      |    |    |    |    |    |    |    |    |    |    |                                                                              |                                               |

### Közreműködőként
| "Latch" (Disclosure ft. Sam Smith)                          | 2012 | 11 | 47 | 6  | 13 | —  | 35 | 60 | 39 | 30 | 7  | - BPI: - ARIA: - IFPI DEN: - IFPI SWE: - MC: - RIAA: - RMNZ:            | Settle             |
| "La La La" (Naughty Boy ft. Sam Smith)                      | 2013 | 1  | 5  | 43 | 2  | 2  | 3  | 4  | 5  | 13 | 19 | - BPI: - ARIA: - BVMI: - IFPI DEN: - IFPI SWE: - RIAA: - RMNZ: Platinum | Hotel Cabana       |
| "When It's Alright" (Juun ft. Sam Smith)                    | 2014 | —  | —  | —  | —  | 74 | —  | —  | —  | —  | —  |                                                                         | Nem került albumra |
| "God Only Knows"                                            | 2014 | 20 | —  | —  | —  | —  | 77 | —  | —  | —  | —  |                                                                         | Nem került albumra |
| "Do They Know It's Christmas?"                              | 2014 | 1  | 3  | 8  | 35 | 2  | 1  | 4  | 2  | —  | 63 | - BPI:                                                                  | Nem került albumra |
| "Moments" (Freddy Verano ft. Sam Smith)                     | 2015 | —  | —  | —  | —  | —  | —  | —  | —  | —  | —  |                                                                         | Nem került albumra |
| "Omen" (Disclosure ft. Sam Smith)                           | 2015 | 13 | 3  | 43 | 27 | 74 | 29 | 27 | 8  | 56 | 64 | - BPI: - RMNZ: - RIAA:                                                  | Caracal            |
| "—" nem szerepelt listán, vagy nem jelent meg az országban. |      |    |    |    |    |    |    |    |    |    |    |                                                                         |                    |

## Egyéb slágerlistás dalok
| "Safe with Me"                                                | 2013 | 86  | —  | — | —  | —  | —  | —  |         | Nirvana                                       |
| "Nirvana"                                                     | 2013 | 82  | —  | — | —  | —  | —  | —  | - RIAA: | Nirvana                                       |
| "Latch" (Acoustic)                                            | 2013 | 192 | —  | — | —  | —  | 86 | —  | - RIAA: | Nirvana                                       |
| "Together" ( Disclosure, Nile Rodgers és Jimmy Napes mellett) | 2013 | 135 | —  | — | —  | —  | —  | —  |         | Settle: The Remixes                           |
| "Leave Your Lover"                                            | 2014 | 109 | —  | — | 57 | —  | —  | 92 | - RIAA: | In the Lonely Hour                            |
| "Make It to Me"                                               | 2014 | 193 | —  | — | —  | —  | —  | —  |         | In the Lonely Hour                            |
| "Restart"                                                     | 2015 | —   | —  | — | —  | 93 | —  | —  |         | In the Lonely Hour                            |
| "Drowning Shadows"                                            | 2015 | 108 | 55 | — | —  | —  | —  | —  |         | In the Lonely Hour (Drowning Shadows Edition) |
| "—" nem szerepelt listán, vagy nem jelent meg az országban.   |      |     |    |   |    |    |    |    |         |                                               |